# Ricardo Jiménez Martín
Ricardo Jiménez Martín (Parigi, 30 giugno 1969) è un ex giocatore di calcio a 5 spagnolo, campione del mondo nel 2000 con la Nazionale spagnola.

## Carriera
Ha legato buona parte della sua carriera all'ElPozo Murcia. Nella stagione 2005-06 gioca con l'Albacete per poi passare alla formazione di Caravaca conducendola alla promozione in Division de Plata. Con la Nazionale di calcio a 5 della Spagna ha vinto la medaglia d'Oro al FIFA Futsal World Championship 2000. Inizialmente escluso dalla lista definitiva dei convocati, in seguito agli infortuni a breve distanza di Amado e Martín, Jiménez fu richiamato d'urgenza nella seconda fase della competizione, laureandosi a tutti gli effetti campione del mondo. Con le furie rosse ha disputato in totale 22 incontri senza realizzare reti.

## Palmarès
- Campionato mondiale: 1

2000